# Liste der Schienenfahrzeuge der Maschinenbau Kiel
Die Maschinenbau Kiel bot seit Anfang der 1950er Jahre mehrere standardisierte Programme von Diesellokomotiven an, deren Ausführungen nach den Wünschen der Auftraggeber noch abgewandelt werden konnte.
Die Bezeichnung ist einheitlich: Vorangestellte Buchstaben bezeichnen die Art der Kraftübertragung, Zahlen der Bauartbezeichnung geben die ungefähre Leistung in PS an, die Buchstaben danach die Achsfolge.

## Diesellokomotiven

### 1. Generation (mitBlindwelleund Kuppelstangen,MaK-Stangenlokomotiven)
- MaK 240 B
- MaK 240 C
- MaK 400 C
- MaK 450 C
- MaK 575 C
- MaK 600 D
- MaK 650 D
- MaK 800 D
- MaK 850 D
- MaK 1000 D
- MaK 1200 D

### 2. Generation (mitGelenkwellenantrieb, vierachsige Lokomotiven haben Drehgestelle)
- MaK G 320 B
- MaK G 500 C
- MaK G 700 C
- MaK G 850 BB
- MaK G 1100 BB

### 3. Generation (Anpassung an Normen desBundesverbandes Deutscher Eisenbahnen, schnelllaufende, tauschbare Dieselmotoren)
- MaK G 321 B
- MaK G 322
- MaK G 761 C
- MaK G 762 C
- MaK G 763 C
- MaK G 764 C
- MaK G 765
- MaK G 1201 BB
- MaK G 1202 BB
- MaK G 1203 BB
- MaK G 1204 BB
- MaK G 1205 BB
- MaK G 1206
- MaK DE 501
- MaK DE 502
- MaK DE 1002
- MaK DE 1003
- MaK DE 1004
- MaK DE 1024

### 4. Generation (Überarbeitung, größere Führerhäuser, Einheitsdrehgestell)
- MaK G 400 B
- MaK G 800 BB
- MaK G 1000 BB
- MaK G 1700 BB
- MaK G 2000 BB

### 5. Generation (Überarbeitung, Einheitsführerhaus)
- Vossloh G 6
- Vossloh G 12
- Vossloh DE 12
- Vossloh G 18
- Vossloh DE 18

### Nicht direkt einer Typreihe zuzuordnen
- MaK 400 BB
- MaK 600 C / 650 C
- MaK G 1300 BB
- MaK G 1600 BB
- OnRail/VSFT DH 1004

## Triebwagen
- ANB T1–T3 der Alsternordbahn (1953)
- MaK GDT

Das Typprogramm wird nach der Übernahme 1998 von der Vossloh AG modifiziert weitergeführt.

## Lokomotiv- und Triebwagenbaureihen für dieDeutsche Bundesbahn
- Baureihe V 36
- Baureihe V 60
- Baureihe V 65 (Modifikation der MaK 600 D aus dem ersten Typenprogramm)
- Baureihe V 80
- Baureihe 290/291
- Baureihe V 100 / 211–213
- Baureihe 215
- Baureihe V 160 / 216
- Baureihe 218
- Baureihe V 2000 / 220
- Baureihe 627

## Export-Loktypen
- MaK 575 C (Skandinavien)
- MaK HLD 77 (SNCB)
- MaK DE 6400 (NS)
- MaK Am 843 (SBB)